# Laura Tibitanzl
Laura Tibitanzl (* 13. Oktober 1984 in Würzburg als Laura Tasch) ist eine ehemalige deutsche Leichtgewichtsruderin.
Tibitanzl startete für den ARC Würzburg. Nachdem sie 2002 im Einer Neunte bei den Junioren-Weltmeisterschaften geworden war, gewann sie 2003, 2004 und 2006 bei den U23-Weltmeisterschaften jeweils Silber im Leichtgewichts-Doppelzweier. 
In der offenen Altersklasse ruderte Tibitanzl ab 2003 beim Ruder-Weltcup und ab 2005 auch bei den Weltmeisterschaften. Sie wurde bei den Weltmeisterschaften 2005 Fünfte im Leichtgewichts-Einer, im Folgejahr Vierte im leichten Doppelvierer bei den Titelkämpfen in Eton und erruderte 2007 schließlich einen zehnten Platz in leichten Einer.
Bei den Olympischen Spielen 2008 war Tibitanzl als Ersatzfrau für den Leichtgewichts-Doppelzweier mit Marie-Louise Dräger und Berit Carow, sie kam allerdings nicht zum Einsatz. Im Herbst 2008 belegte sie bei den Europameisterschaften zusammen mit Anja Noske den sechsten Platz in dieser Bootsklasse. Bei ihrem letzten internationalen Auftritt bei den Weltmeisterschaften 2009 gewann Tibitanzl mit Lena Müller, Helke Nieschlag und Julia Kröger den Weltmeistertitel im Leichtgewichts-Doppelvierer.

## Internationale Erfolge
- 2002: 9. Platz Junioren-Weltmeisterschaften im Einer
- 2003: 2. Platz U23-Weltmeisterschaften im Leichtgewichts-Doppelzweier
- 2004: 2. Platz U23-Weltmeisterschaften im Leichtgewichts-Doppelzweier
- 2005: 5. Platz Weltmeisterschaften im Leichtgewichts-Einer
- 2006: 2. Platz U23-Weltmeisterschaften im Leichtgewichts-Doppelzweier
- 2006: 4. Platz Weltmeisterschaften im Leichtgewichts-Doppelvierer
- 2007: 10. Platz Weltmeisterschaften im Leichtgewichts-Einer
- 2008: 6. Platz Europameisterschaften im Leichtgewichts-Doppelzweier
- 2009: 1. Platz Weltmeisterschaften im Leichtgewichts-Doppelvierer